# Elymnias alorensis
Elymnias alorensis är en fjärilsart som beskrevs av Talbot 1932. Elymnias alorensis ingår i släktet Elymnias och familjen praktfjärilar. Inga underarter finns listade i Catalogue of Life.